# Dryopteris patula
Dryopteris patula är en träjonväxtart som först beskrevs av Olof Peter Swartz, och fick sitt nu gällande namn av Lucien Marcus Underwood. Dryopteris patula ingår i släktet Dryopteris och familjen Dryopteridaceae. Inga underarter finns listade.